# اتحاد سيراليون لكرة القدم
تأسس اتحاد سيراليون لكرة القدم في عام 1967م وانضم إلى الإتحاد الدولي لكرة القدم في 1967م وإنضم إلى الاتحاد الأفريقي لكرة القدم في 1967م.